# Howard Riley
Howard Riley (Wigston Magna, 18 agosto 1938) è un ex calciatore inglese, di ruolo attaccante.

## Carriera
Riley ha trascorso buona parte della sua carriera al Leicester City, con cui esordì in cadetteria nella stagione 1955-1956, ottenendo il quinto posto finale. L'anno seguente Riley vinse con il suo club il campionato, ottenendo la promozione nella massima serie inglese. Nella sua stagione d'esordio ottenne il diciottesimo posto finale, ottenendo la salvezza.
Nella First Division 1960-1961 ottenne il sesto posto finale e giunse in finale di FA Cup 1960-1961, in cui giocò da titolare, perdendola contro il Tottenham. Il secondo posto valse comunque l'accesso in Coppa delle Coppe 1961-1962 in quanto gli Hotspurs, già vincitori del campionato, sarebbero stati impegnati nella Coppa dei Campioni 1960-1961. Nella competizione europea il cammino delle foxes si sarebbe interrotto agli ottavi di finale, eliminati dall'Atlético Madrid.
Nella First Division 1962-1963 Riley ottenne il suo miglior piazzamento in campionato durante la sua militanza nel Leicester, ovvero il quarto posto finale, oltre che raggiungere la finale della FA Cup 1962-1963, persa contro il Manchester Utd. L'anno dopo vinse la Football League Cup 1963-1964 battendo in finale lo Stoke City mentre perse l'edizione seguente contro il Chelsea.
Nella stagione 1965-1966 Riley passò al Walsall, con cui ottenne il nono posto della terza divisione inglese.
Terminata l'esperienza nel Walsall si trasferì negli Stati Uniti d'America per giocare nell'Atlanta Chiefs.
Con gli Chiefs ottenne il quarto posto della Western Division della NPSL, non riuscendo così a qualificarsi per la finale della competizione, poi vinta dagli Oakland Clippers.
Ritornato in patria, viene ingaggiato dal Barrow, con cui ottiene il diciannovesimo posto della Third Division 1968-1969. Riley chiuderà poi la carriera al Rugby Town.

## Palmarès
- Second Division: 1

Leicester City: 1956-1957
- Coppa di Lega inglese: 1

Leicester City: 1963-1964